# Fußball-Europameisterschaft 1988

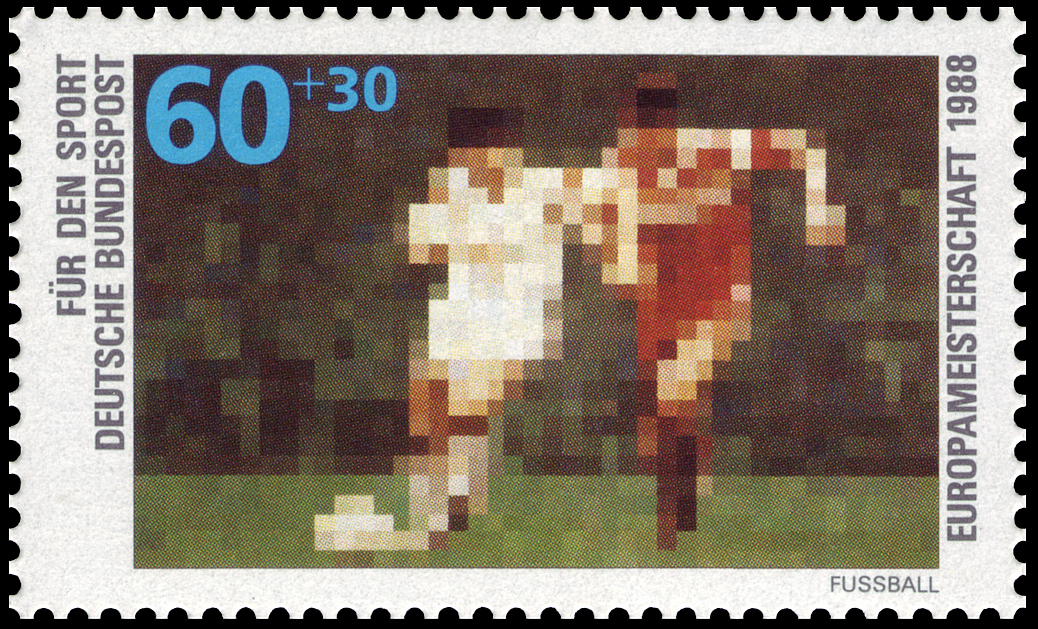
Sonderbriefmarke der Deutschen Bundespost zur EM

Die Endrunde der 8. Fußball-Europameisterschaft wurde vom 10. bis zum 25. Juni 1988 in der Bundesrepublik Deutschland ausgetragen. Europameister wurden die Niederlande im Finale in München gegen die Sowjetunion. Gastgeber Deutschland scheiterte im Halbfinale an den Niederlanden. Titelverteidiger Frankreich scheiterte wie auch die DDR, Österreich und die Schweiz bereits in der Qualifikation. Torschützenkönig wurde mit fünf Toren der Niederländer Marco van Basten, der anschließend auch als Europas Fußballer des Jahres geehrt wurde.

## Vergabe
Neben der Bundesrepublik Deutschland hatten sich auch England, Griechenland und die skandinavischen Staaten Norwegen, Schweden und Dänemark in einer Gemeinschaftsbewerbung für das Turnier beworben. Das UEFA-EM-Komitee hatte mit fünf von sechs Stimmen für die Bundesrepublik Deutschland als Gastgeber entschieden.

## Qualifikation der deutschsprachigen Mannschaften
Die Bundesrepublik Deutschland war als Gastgeber der EM automatisch qualifiziert. Die Mannschaft der DDR, die zuletzt zur Weltmeisterschaft 1974 an einem internationalen Turnier teilgenommen hatte, spielte in der Gruppe 3 gegen die UdSSR, Titelverteidiger Frankreich, Island und Norwegen. In dieser Gruppe schlug sich die DDR relativ erfolgreich und verlor nur ihr Auswärtsspiel gegen den späteren Gruppensieger UdSSR. Trotz eines 1:0-Erfolgs gegen Frankreich am letzten Spieltag erreichte die DDR lediglich Rang 2 ihrer Gruppe und qualifizierte sich nicht für die Endrunde. Österreich spielte in Gruppe 1 gegen Vize-Europameister Spanien, Rumänien und Albanien. Österreich gewann nur seine Spiele gegen Albanien und wurde Gruppendritter. Die Schweiz hatte in Gruppe 2 eine als schwer eingestufte Gruppe mit Italien, Schweden, Portugal und Malta. Mit nur einem Heimspielsieg gegen Malta verpasste sie ebenfalls die Endrundenteilnahme.

## Spielorte
| Hamburg |

| Hannover |

| Gelsenkirchen |

| Düsseldorf |

| Köln |

| Frankfurt am Main |

| Stuttgart |

| München |

| Hamburg |

| Hannover |

| Gelsenkirchen |

| Düsseldorf |

| Köln |

| Frankfurt am Main |

| Stuttgart |

| München |

Aufgrund der unterschiedlichen Auffassungen über die Zugehörigkeit West-Berlins zur Bundesrepublik Deutschland wurde vom DFB bereits frühzeitig auf die Austragung von Spielen in Berlin verzichtet und so eine Zustimmung der Ostblock-Verbände für die deutsche EM-Bewerbung erleichtert. Das Organisationskomitee der UEFA hatte der BRD eine Empfehlung als EM-Gastgeber nur unter der Bedingung ausgestellt, dass nicht in Berlin gespielt wird. Dafür gab es Anfang April 1988 im Berliner Olympiastadion ein Vier-Länder-Turnier mit den Nationalmannschaften der BRD, der UdSSR, Argentiniens und Schwedens. Des Weiteren sagte der DFB Berlin als Ausgleich die Austragung der mindestens fünf nächsten DFB-Pokal-Endspiele zu. Der Verzicht auf Berlin als EM-Spielort schlug politisch Wellen: Bundeskanzler Helmut Kohl stellte die Frage, „ob eine Europameisterschaft diesen Preis wert“ sei, auch in Hinblick auf die Wahl zum Abgeordnetenhaus von Berlin 1989 wurde das Thema von Parteien aufgegriffen. DFB-Präsident Hermann Neuberger geriet wegen des Berlin-Verzichts in die Kritik. Auf Dortmund wurde aus Sicherheitsgründen als Spielort verzichtet, an Hamburg wurde erst Ende Januar 1986 nachträglich die Ausrichtung eines der Halbfinalpaarungen vergeben. Die acht Austragungsstätten wurden vor der EM für insgesamt 43,3 Millionen D-Mark in Stand gesetzt. Wegen der Rolle, die englische Fußballanhänger bei der Massenpanik im Heysel-Stadion im Jahr 1985 gespielt hatten, wurden für die EM 1988 insbesondere für die Spiele der englischen Nationalmannschaft erhöhte Sicherheitsmaßnahmen beschlossen, die in Zusammenarbeit mit den britischen und niederländischen Behörden unter anderem eine Überprüfung der anreisenden englischen Zuschauer und im Falle von Trunkenheit bereits die Verweigerung der Einreise in das Transitland Niederlande vorsahen. DFB-Präsident Neuberger beschrieb die Sicherheitsmaßnahmen bei der EM mit den Worten: „Der Knüppel muss raus. Das ist die einzige Sprache, die Rowdys verstehen.“ Für Sicherheitsmaßnahmen in den acht EM-Stadien wurden rund 15 Millionen D-Mark aufgebracht.

## Teilnehmer
| Gruppe 1               | Gruppe 2            |
| ---------------------- | ------------------- |
| BR Deutschland (Kader) | England (Kader)     |
| Italien (Kader)        | Irland (Kader)      |
| Dänemark (Kader)       | Niederlande (Kader) |
| Spanien (Kader)        | UdSSR (Kader)       |

## Vorrunde

### Gruppe 1
| Pl.                                                                                           | Land           | Sp. | S | U | N | Tore    | Diff. | Punkte |
| --------------------------------------------------------------------------------------------- | -------------- | --- | - | - | - | ------- | ----- | ------ |
| 1.                                                                                            | BR Deutschland | 3   | 2 | 1 | 0 | 005:100 | +4    | 05:10  |
| 2.                                                                                            | Italien        | 3   | 2 | 1 | 0 | 004:100 | +3    | 05:10  |
| 3.                                                                                            | Spanien        | 3   | 1 | 0 | 2 | 003:500 | −2    | 02:40  |
| 4.                                                                                            | Dänemark       | 3   | 0 | 0 | 3 | 002:700 | −5    | 0:60   |
| Für die Platzierung 1 und 2 ist die bessere Tordifferenz aus allen Gruppenspielen maßgeblich. |                |     |   |   |   |         |       |        |

|                                                  |   |          |           |
| 10. Juni 1988 in Düsseldorf (Rheinstadion)       |   |          |           |
| BR Deutschland                                   | – | Italien  | 1:1 (0:0) |
| 11. Juni 1988 in Hannover (Niedersachsenstadion) |   |          |           |
| Dänemark                                         | – | Spanien  | 2:3 (1:1) |
| 14. Juni 1988 in Gelsenkirchen (Parkstadion)     |   |          |           |
| BR Deutschland                                   | – | Dänemark | 2:0 (1:0) |
| 14. Juni 1988 in Frankfurt (Waldstadion)         |   |          |           |
| Italien                                          | – | Spanien  | 1:0 (0:0) |
| 17. Juni 1988 in München (Olympiastadion)        |   |          |           |
| BR Deutschland                                   | – | Spanien  | 2:0 (1:0) |
| 17. Juni 1988 in Köln (Müngersdorfer Stadion)    |   |          |           |
| Italien                                          | – | Dänemark | 2:0 (0:0) |

Nach der letzten Fußball-Europameisterschaft 1984 hatte Franz Beckenbauer die deutsche Mannschaft von Jupp Derwall übernommen und wurde 1986 Vize-Weltmeister. Das Turnier im eigenen Land machte sie automatisch zu einem der Mitfavoriten. Das Eröffnungsspiel bestritt die Bundesrepublik im Düsseldorfer Rheinstadion gegen die Italiener. Die relativ junge Mannschaft um Franco Baresi und Giuseppe Bergomi war in diesem Spiel der bundesdeutschen Mannschaft überlegen. Italien war von Beginn an die stärkere Mannschaft und ging in der 53. Minute durch Roberto Mancini in Führung. Andreas Brehme glich jedoch durch einen Freistoßtreffer, der dadurch entstand, dass der italienische Torwart Walter Zenga mehr als vier Schritte mit dem Ball in der Hand gelaufen war, schon drei Minuten später aus. Trotz mehrerer Chancen für Italien blieb es beim 1:1. Im zweiten Spiel gegen Dänemark im Parkstadion von Gelsenkirchen traten die Deutschen offensiver auf. Sie führten ab der 10. Minute durch ein Tor von Jürgen Klinsmann. Der Schalker Olaf Thon erhöhte in der 87. Minute per Kopf auf 2:0. Die Niederlage Dänemarks markierte den Abschied der mittlerweile überalterten dänischen Fußballgeneration um Søren Lerby, Preben Elkjær Larsen und Co.
Am letzten Spieltag musste die Bundesrepublik Deutschland gegen Spanien mindestens ein Unentschieden erreichen, um ins Halbfinale einzuziehen. Rudi Völler, der im bisherigen Turnierverlauf überwiegend kritisiert worden war, erzielte beide Treffer zum 2:0-Sieg.

### Gruppe 2
| Pl. | Land        | Sp. | S | U | N | Tore    | Diff. | Punkte |
| --- | ----------- | --- | - | - | - | ------- | ----- | ------ |
| 1.  | UdSSR       | 3   | 2 | 1 | 0 | 005:200 | +3    | 05:10  |
| 2.  | Niederlande | 3   | 2 | 0 | 1 | 004:200 | +2    | 04:20  |
| 3.  | Irland      | 3   | 1 | 1 | 1 | 002:200 | ±0    | 03:30  |
| 4.  | England     | 3   | 0 | 0 | 3 | 002:700 | −5    | 0:60   |

|                                                  |   |             |           |
| 12. Juni 1988 in Stuttgart (Neckarstadion)       |   |             |           |
| England                                          | – | Irland      | 0:1 (0:1) |
| 12. Juni 1988 in Köln (Müngersdorfer Stadion)    |   |             |           |
| Niederlande                                      | – | UdSSR       | 0:1 (0:0) |
| 15. Juni 1988 in Düsseldorf (Rheinstadion)       |   |             |           |
| England                                          | – | Niederlande | 1:3 (0:1) |
| 15. Juni 1988 in Hannover (Niedersachsenstadion) |   |             |           |
| Irland                                           | – | UdSSR       | 1:1 (1:0) |
| 18. Juni 1988 in Frankfurt (Waldstadion)         |   |             |           |
| England                                          | – | UdSSR       | 1:3 (1:2) |
| 18. Juni 1988 in Gelsenkirchen (Parkstadion)     |   |             |           |
| Irland                                           | – | Niederlande | 0:1 (0:0) |

Die Niederlande galten mit ihrer spielstarken Mannschaft um die Stars Ruud Gullit und Marco van Basten schon vor dem Turnier als Geheimfavorit. Der Vize-Weltmeister-Trainer von 1974 Rinus Michels hatte die Mannschaft erneut übernommen, nachdem sie in den Qualifikationen zu den internationalen Turnieren seit 1980 gescheitert waren. Die UdSSR stellte sich im ersten Spiel der Niederländer im Kölner Müngersdorfer Stadion als technisch starke und gut organisierte Mannschaft dar und bezwang die Niederländer durch einen Fernschuss von Abwehrspieler Wassili Raz mit 1:0.
Irland bezwang den vermeintlich großen Konkurrenten England mit 1:0. Ray Houghton erzielte im Stuttgarter Neckarstadion bereits in der 6. Minute den Siegtreffer. Der Sieg Irlands wurde als „erste Sensation“ des Turniers eingestuft. Es war der erste Erfolg einer irischen Nationalmannschaft über England seit 1949. Mit Trainer Jack Charlton spielte Irland gegen die UdSSR in Hannover 1:1 unentschieden. Vor dem letzten Spiel gegen die Niederlande in Gelsenkirchen fehlte den Iren ein Punkt für den Einzug ins Halbfinale. Die Niederlande wären damit vorzeitig aus dem Turnier ausgeschieden. In der 50. Minute wechselte Rinus Michels den Mittelstürmer Wim Kieft als zusätzliche Angriffskraft ein, der acht Minuten vor dem Ende per Kopf, aus abseitsverdächtiger Position, das entscheidende Tor für die „Elftal“ schoss und ihnen damit das Halbfinale sicherte.
Die englische Auswahl von Trainer Bobby Robson mit Gary Lineker, Bryan Robson und Glenn Hoddle schied nach drei Niederlagen in der Vorrunde aus.
Vor dem in Düsseldorf ausgetragenen Spiel zwischen England und den Niederlanden kam es in der Stadt zu schweren Ausschreitungen, als auf dem Düsseldorfer Bahnhof rund 300 Anhänger der englischen und 150 der deutschen Mannschaft aufeinandertrafen. Es entwickelten sich Schlägereien, in Bahnhofsnähe entstanden in Gaststätten, Geschäften und an Fahrzeugen Sachschäden in Millionenhöhe. Es gab 337 Festnahmen. Auch rund um das Spiel zwischen England und der Sowjetunion in Frankfurt gab es Ausschreitungen und 170 Festnahmen.

## Finalrunde

### Halbfinale
|                                             |   |             |           |
| 21. Juni 1988 in Hamburg (Volksparkstadion) |   |             |           |
| BR Deutschland                              | – | Niederlande | 1:2 (0:0) |

Seit dem WM-Finale 1974 traf die deutsche Nationalmannschaft in unregelmäßigen Abständen auf den Rivalen Niederlande. Vor dem Spiel wurde das Duell zwischen Jürgen Kohler und Marco van Basten als spielentscheidend dargestellt. Zunächst erhielt die Bundesrepublik Deutschland nach einem Foul an Jürgen Klinsmann einen Elfmeter vom rumänischen Schiedsrichter Igna. Kapitän Lothar Matthäus verwandelte diesen in der 55. Minute gegen den niederländischen Torwart Hans van Breukelen. Nach einer Aktion Kohlers gegen van Basten entschied der Schiedsrichter auf Elfmeter für die Niederlande. In der 74. Minute verwandelte Ronald Koeman diesen Elfmeter und markierte somit den Ausgleich. Jan Wouters schickte gegen Ende der Begegnung  einen langen Pass in den Strafraum auf van Basten, der in der 88. Minute den 2:1-Siegtreffer erzielte, welcher für die Niederlande den Einzug ins Finale dieser EM 1988 bedeutete. Der Sieg führte zu einer nationalen Euphorie in den Niederlanden: Schätzungen zufolge befanden sich danach neun der damals 15 Millionen Niederländer auf der Straße und feierten.
|                                            |   |         |           |
| 22. Juni 1988 in Stuttgart (Neckarstadion) |   |         |           |
| UdSSR                                      | – | Italien | 2:0 (0:0) |

Die UdSSR war Italien sowohl spielerisch als auch taktisch überlegen. Die Mannschaft von Valeri Lobanowski gewann nach Treffern durch Hennadij Lytowtschenko (60. Minute) und Oleh Protassow (62. Minute) mit 2:0 Toren. Italien schien die gesamte Spieldauer chancenlos.

## Finale

### Niederlande – Sowjetunion 2:0 (1:0)
| Niederlande                                                     | Niederlande | UdSSR | UdSSR |
| --------------------------------------------------------------- | --- | --- | ----- |
| Niederlande                                                     | \| Finale \| \| Samstag, 25. Juni 1988 um 15:30 Uhr in München (Olympiastadion) \| \| Zuschauer: 62.770[13] \| \| Schiedsrichter: Michel Vautrot ( Frankreich) \|                                                | \| Finale \| \| Samstag, 25. Juni 1988 um 15:30 Uhr in München (Olympiastadion) \| \| Zuschauer: 62.770[13] \| \| Schiedsrichter: Michel Vautrot ( Frankreich) \| | UdSSR |
| Niederlande                                                     | Hans van Breukelen – Ronald Koeman – Berry van Aerle, Frank Rijkaard, Adri van Tiggelen – Gerald Vanenburg, Jan Wouters, Arnold Mühren, Erwin Koeman – Ruud Gullit – Marco van Basten Cheftrainer: Rinus Michels | Rinat Dassajew – Wagis Chidijatullin – Anatolij Demjanenko, Sjarhej Alejnikau – Hennadij Lytowtschenko, Oleksandr Sawarow, Oleksij Mychajlytschenko, Sjarhej Hozmanau (69. Serhij Baltatscha), Wassili Raz – Ihor Bjelanow, Oleh Protassow (71. Wiktor Passulko) Cheftrainer: Walerij Lobanowskyj | UdSSR |
| Niederlande                                                     | 1:0 Gullit (33.) 2:0 van Basten (54.) | | UdSSR |
| Niederlande                                                     | Wouters (37.), van Aerle (50.) | Bjelanow (31.), Litowtschenko (33.), Chidijatullin (42.) | UdSSR |
| Niederlande                                                     | van Breukelen hält Foulelfmeter von Bjelanow (58.) | | UdSSR |
| Finale                                                          | | |       |
| Samstag, 25. Juni 1988 um 15:30 Uhr in München (Olympiastadion) | | |       |
| Zuschauer: 62.770                                               | | |       |
| Schiedsrichter: Michel Vautrot ( Frankreich)                    | | |       |

Das Finale in München sollte für die Niederlande nicht nur Genugtuung für das verlorene WM-Finale von 1974 im selben Stadion bringen, sondern auch den ersten internationalen Titel für den als „ewigen Zweiten“ Geltenden. Die Niederlande übernahmen zu Spielbeginn die Initiative. Die UdSSR wirkte gehemmter als noch im Halbfinale von Stuttgart gegen Italien. In der 33. Minute erzielte Kapitän Ruud Gullit mit einem Kopfball die Führung. In der 54. Minute kam es zum Höhepunkt: Der niederländische Mittelfeldspieler Arnold Mühren bediente mit einer Flanke quer über das Feld den Mittelstürmer Marco van Basten vom AC Mailand. Dieser schoss den Ball Volley aus relativ spitzem Winkel von der rechten Angriffsseite in den linken Torwinkel von Torwart Rinat Dassajew. Dieser Treffer gilt als eines der schönsten Tore aller Zeiten. Der Stürmer der UdSSR Ihor Bjelanow vergab mehrere Chancen; in der 58. Minute hielt Hans van Breukelen einen von ihm selbst verursachten Foulelfmeter, und die Niederlande gewannen den Europameistertitel.

### Ehrungen der Finalisten
| Weltfußballer des Jahres (inoffiziell) | Marco van Basten          |
| Europas Fußballer des Jahres           | Marco van Basten (Erster) |
| Europas Fußballer des Jahres           | Ruud Gullit (Zweiter)     |
| Europas Fußballer des Jahres           | Frank Rijkaard (Dritter)  |
| Fußballer des Jahres der Niederlande   | Ronald Koeman             |
| Goldener Schuh                         | Gerald Vanenburg          |
| Fußballer des Jahres in der UdSSR      | Alexej Michailitschenko   |

## Die Europameister
| Niederlande |
| --- |
| Hans van Breukelen Ronald Koeman Berry van Aerle, Frank Rijkaard, Adri van Tiggelen Gerald Vanenburg, Jan Wouters, Arnold Mühren, Erwin Koeman Ruud Gullit Marco van Basten Trainer: Rinus Michels |
| außerdem: Joop Hiele – Wim Koevermans, Wilbert Suvrijn, Sjaak Troost – Hendrik Krüzen, John van ’t Schip, Aron Winter – John Bosman, Wim Kieft                                                     |

## Torschützenliste (Endrunde)
| Rang | Spieler              | Tore |
| ---- | -------------------- | ---- |
| 1    | Marco van Basten     | 5    |
| 2    | Oleh Protassow       | 2    |
|      | Rudi Völler          | 2    |
| 4    | Tony Adams           | 1    |
|      | Sergej Aleinikow     | 1    |
|      | Alessandro Altobelli | 1    |
|      | Andreas Brehme       | 1    |
|      | Emilio Butragueño    | 1    |
|      | Luigi De Agostini    | 1    |
|      | Rafael Gordillo      | 1    |
|      | Ruud Gullit          | 1    |
|      | Ray Houghton         | 1    |
|      | Wim Kieft            | 1    |
|      | Jürgen Klinsmann     | 1    |

| Rang | Spieler                 | Tore |
| ---- | ----------------------- | ---- |
| 4    | Ronald Koeman           | 1    |
|      | Michael Laudrup         | 1    |
|      | Hennadij Lytowtschenko  | 1    |
|      | Roberto Mancini         | 1    |
|      | Lothar Matthäus         | 1    |
|      | Míchel                  | 1    |
|      | Alexej Michailitschenko | 1    |
|      | Wiktor Passulko         | 1    |
|      | Flemming Povlsen        | 1    |
|      | Wassili Raz             | 1    |
|      | Bryan Robson            | 1    |
|      | Olaf Thon               | 1    |
|      | Gianluca Vialli         | 1    |
|      | Ronnie Whelan           | 1    |

Torschützenkönige des gesamten Wettbewerbs wurden gemeinsam mit je 7 Toren der Italiener Alessandro Altobelli, der Belgier Nico Claesen und der Niederländer Marco van Basten.

## Schiedsrichter
Die 15 Partien wurden von 14 Schiedsrichterkollektiven aus 14 UEFA-Mitgliedsverbänden geleitet, so dass jedes Gespann ein Spiel pfiff. Lediglich das französische Schiedsrichterteam um Michel Vautrot, welches mit der Leitung des Finales betraut wurde, pfiff zwei Spiele.
| Schiedsrichter         | Linienrichter               | Land           | Spiele |    |   | Spiele                       |
| ---------------------- | --------------------------- | -------------- | ------ | -- | - | ---------------------------- |
| Ioan Igna              | Ștefan Dan Petrescu         | Rumänien       | 1      | 1  | 0 | NED – FRG                    |
| Ioan Igna              | Ion Crăciunescu             | Rumänien       | 1      | 1  | 0 | NED – FRG                    |
| Alexis Ponnet          | Jean-François Crucke        | Belgien        | 1      | 6  | 0 | URS – ITA                    |
| Alexis Ponnet          | Frans Van Den Wijngaert     | Belgien        | 1      | 6  | 0 | URS – ITA                    |
| Michel Vautrot         | Gérard Biguet               | Frankreich     | 2      | 10 | 0 | FRG – ESP URS – NED (Finale) |
| Michel Vautrot         | Rémi Harrel                 | Frankreich     | 2      | 10 | 0 | FRG – ESP URS – NED (Finale) |
| Robert Valentine       | Kenneth Hope                | Schottland     | 1      | 3  | 0 | FRG – DEN                    |
| Robert Valentine       | Andrew Waddell              | Schottland     | 1      | 3  | 0 | FRG – DEN                    |
| Erik Fredriksson       | Bo Karlsson                 | Schweden       | 1      | 1  | 0 | ITA – ESP                    |
| Erik Fredriksson       | Christer Drottz             | Schweden       | 1      | 1  | 0 | ITA – ESP                    |
| Bruno Galler           | Renzo Peduzzi               | Schweiz        | 1      | 2  | 0 | ITA – DEN                    |
| Bruno Galler           | Philippe Mercier            | Schweiz        | 1      | 2  | 0 | ITA – DEN                    |
| Paolo Casarin          | Carlo Longhi                | Italien        | 1      | 0  | 0 | ENG – NED                    |
| Paolo Casarin          | Pierluigi Magni             | Italien        | 1      | 0  | 0 | ENG – NED                    |
| Horst Brummeier        | Helmut Kohl                 | Österreich     | 1      | 1  | 0 | IRL – NED                    |
| Horst Brummeier        | Heinz Holzmann              | Österreich     | 1      | 1  | 0 | IRL – NED                    |
| Bep Thomas             | John Blankenstein           | Niederlande    | 1      | 3  | 0 | DEN – ESP                    |
| Bep Thomas             | Jaap van der Niet           | Niederlande    | 1      | 3  | 0 | DEN – ESP                    |
| Dieter Pauly           | Karl-Heinz Tritschler       | BR Deutschland | 1      | 2  | 0 | NED – URS                    |
| Dieter Pauly           | Aron Schmidhuber            | BR Deutschland | 1      | 2  | 0 | NED – URS                    |
| Siegfried Kirschen     | Klaus Peschel               | DDR            | 1      | 0  | 0 | ENG – IRL                    |
| Siegfried Kirschen     | Manfred Roßner              | DDR            | 1      | 0  | 0 | ENG – IRL                    |
| Keith Hackett          | Neil Midgley                | England        | 1      | 2  | 0 | FRG – ITA                    |
| Keith Hackett          | Brian Hill                  | England        | 1      | 2  | 0 | FRG – ITA                    |
| Emilio Soriano Aladrén | José Donato Pes Pérez       | Spanien        | 1      | 0  | 0 | IRL – URS                    |
| Emilio Soriano Aladrén | José Mauro Socorro González | Spanien        | 1      | 0  | 0 | IRL – URS                    |
| José dos Santos        | José Silva                  | Portugal       | 1      | 1  | 0 | ENG – URS                    |
| José dos Santos        | Fortunato Azevedo           | Portugal       | 1      | 1  | 0 | ENG – URS                    |
| Gesamt                 | Gesamt                      | Gesamt         | 15     | 32 | 0 |                              |